# Fondazione Anna Frank

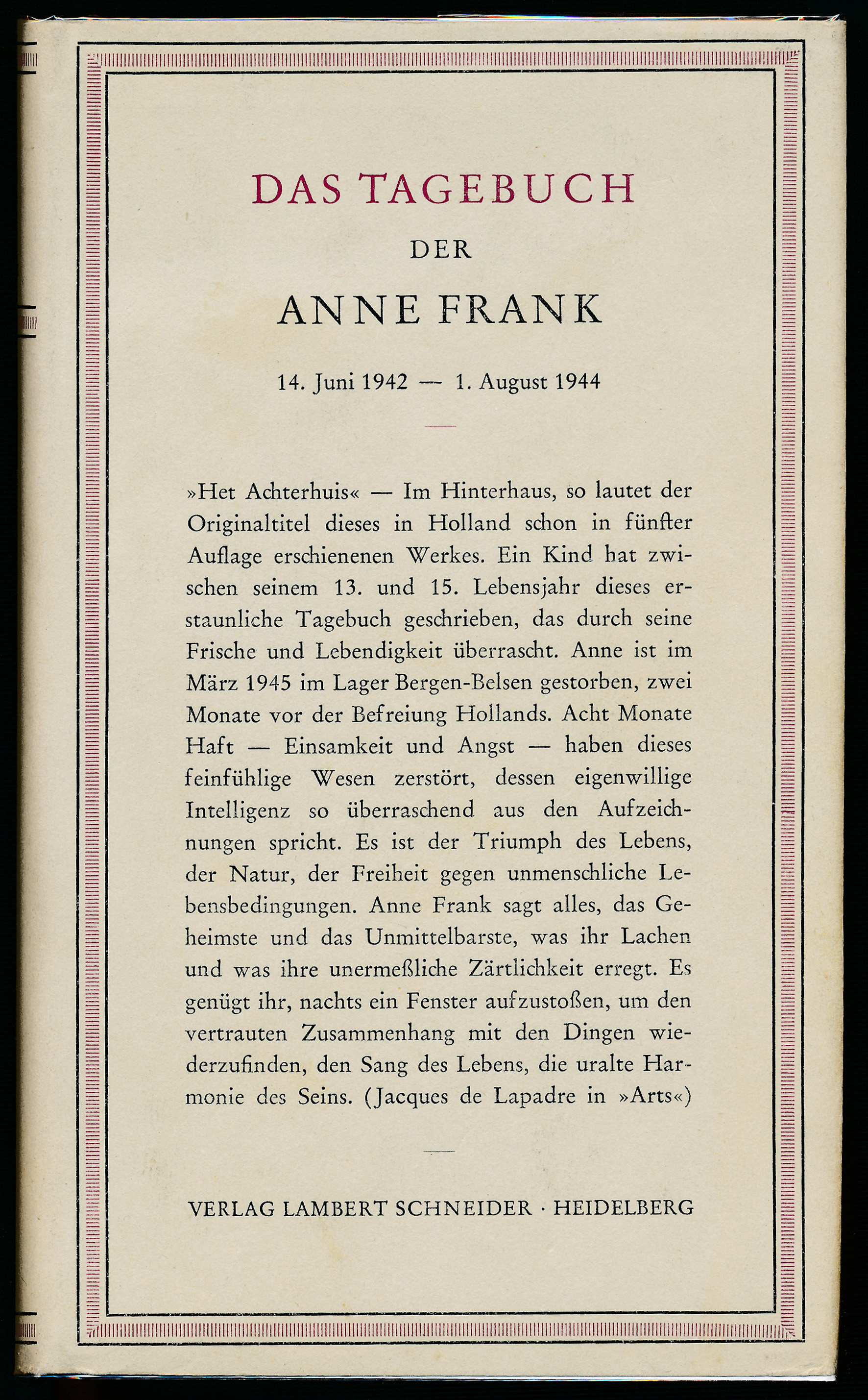
Edizione tedesca del Diario di Anna Frank (1950)

La Fondazione Anna Frank (Anne Frank Fonds, AFF) è una fondazione di diritto svizzero con sede a Basilea.

## Costituzione
La Fondazione Anna Frank è stata costituita il 24 gennaio 1963 da Otto Frank, padre di Anna, indicandola quale sua erede universale.
In quanto fondazione senza scopo di lucro è soggetta alla vigilanza da parte dell'Autorità federale di vigilanza sulle fondazioni (AVF) della Svizzera.

## Scopo
In conseguenza del lascito da parte di Otto Frank, la Fondazione è proprietaria e amministra tutti gli scritti di Anna Frank, quindi gestisce i rapporti con gli editori e i produttori teatrali, cinematografici, televisivi.
La Fondazione, secondo le disposizioni di Otto Frank, utilizza i proventi dei diritti e delle licenze per beneficenza e per progetti educativi, al sostegno dell'antisemitismo e anrirazzismo, contro ogni discriminazione, pregiudizio e violenza, al sostegno ai diritti umani, in particolare i diritti delle donne e dei bambini. Istituisce anche un fondo per le spese mediche a favore dei Giusti tra le nazioni ("Medical Fund for the Righteous"), cioè coloro che hanno rischiato la vita per salvare gli Ebrei.

Principali progetti finanziati:
- Imagine Festival di Basilea; il solo festival antirazzista che si tiene ogni anno in Svizzera.[7]
- The Leo Baeck Education Center di Haifa; assiste l'educazione dei giovani dalla scuola materna all'istruzione superiore.[8]
- Sadaka Reut di Giaffa; organizzazione arabo-ebraica che assiste l'educazione di giovani ebrei e palestinesi.[9]
- Wahat al-Salam - Neve Shalom (Oasi di Pace); insediamento sito nella valle di Ayalon nel quale convivono pacificamente ebrei e arabi.[10]
- Givat Haviva; costituita nel 1949, è la più antica organizzazione dedicata al dialogo arabo-ebraico.[11]
- Peace Kindergarten; costituito da Jerusalem Foundation, assiste bambini ebraici e arabi nel cuore di Gerusalemme.[12]
- Kiryat Yearim; associazione svizzera costituita nel 1951 a sostegno dell'insediamento di Kiryat Ye'arim, nei pressi di Gerusalemme, a favore di bambini e adolescenti.[13]
- The Warriors of Hope; progetto destinato a bambini e adolescenti di Cluj-Napoca e Arad, in Romania, e di Mumbai, in India.[14]
- Rokpa; con il concetto che l'istruzione può aiutare ad uscire dalla povertà e dallo sfruttamento, Rokpa è un'organizzazione di Zurigo che si rivolge a donne e bambini del Nepal, dello Zimbabwe e del Sudafrica.[15]
- Norbuling; associazione svizzera dedicata ad aiutare i bambini poveri di Katmandu, in Nepal.[16]
- Nevandra; associazione svizzera dedicata ad aiutare donne e bambini che vivono in India.[17]
- Gedenkdienst, servizio civile austriaco per la memoria dell'Olocausto.[18]
- South African Jewish Museum (Museo ebraico del Sudafrica, SAJM), con sede a Città del Capo.[19]

## Gestione
La Fondazione è gestita da un Consiglio direttivo i cui componenti in carica sono:
- John D. Goldsmith, Presidente
- Daniel Fürst, Vicepresidente
- Yves Kugelmann, Consigliere
- Martin Dreyfus, Consigliere

## Partenariati
- Collaborazione con "New Israel Fund" (NFI), associazione non governativa statunitense, per «una società israeliana più giusta».[21]
- Collaborazione con UNICEF Svizzera a sostegno della Convenzione internazionale sui diritti dell'infanzia.[22]
- Dall'anno 2000 la Fondazione sostiene le "Anne-Frank-Friedenstagen" (Giornate della pace), organizzate dalla città di Bergen, in Bassa Sassonia.[23]
- Costituzione del "Frank Family Center", in collaborazione con la città di Francoforte sul Meno e il Museo Ebraico di Francoforte, per la conservazione degli archivi delle famiglie Frank, Elias, Stern e Kahn.[24]
- Il Progetto Aladino, patrocinato dall'UNESCO, promuove le relazioni interculturali e combatte il virus dell'odio.[25]